# 집단사고
집단사고(集團思考, groupthink)는 응집력 있는 집단들의 조직원들이 갈등을 최소화하며, 의견의 일치를 유도하여 비판적인 생각을 하지 않는 것을 뜻한다. 이 용어는 1972년 미국의 사회 심리학자 어빙 재니스(Irving Janis)에 의해 "응집력이 높은 집단의 사람들은 만장일치를 추진하기 위해 노력하며, 다른 사람들이 내놓은 생각들을 뒤엎지 않으려하는 일종의 상태"로 규정하고 있다. 집단사고가 이뤄지는 그룹에 속한 사람들은 외곽부분의 사고를 차단하고, 대신 자신들이 편한 쪽으로 이끌어 가려고 한다. 또한 집단사고가 일어나는 동안에선 반대자들을 바보로 보기도 하며, 혹은 조직내의 다른 사람들을 당황하게 하거나 화를 낸다. 집단사고는 조직을 경솔하게 만들며, 불합리한 결정을 내리고, 주변사람들의 말을 무시하며, 조직내에서 소란을 일으키는 것을 두려워한다. 집단사고로 인해서 세계사에선 여러 가지 일들이 발생되었는데, 대표적인 집단사고로 인한 사고에는 미국의 피그스 만 침공 실패, 챌린저 우주왕복선 폭발 사고 등이 있다.

## 집단사고의 원인
높은 응집력을 가진 집단은 집단사고가 일어나기 좋은데, 이 이유는 그들의 응집력이 종종 말하지 않고도 이해를 한다거나, 서로간에 최소한의 설명이 없어도 일이 가능하다는 점 때문이다. 반다나 시바(Vandana Shiva)는 이런 세계관의 변화의 부재를 가리켜 "마음의 단일화"라고 주장하였으며, 제임스 수어로위키(James Surowiecki)는 조직원들의 교육적, 직업적 배경이 다름에서 오는 인지적 다양성의 부재를 경고하였다. 비슷한 견해를 지닌 조직원들은, 질문을 꺼냄으로써 응집력을 깰 수 있기에 질문을 삼간다.
비록 제니스가 보기에 조직의 응집력이 제일 중요한 선행요소라고 봤지만, 그는 조직의 응집력은 항상 집단사고를 가져오는 것이 아니라고 봤다: '조직의 응집도는 중요한 요소이지만, 그것만으론 충분하지 않다'. 제니스에 따르면, 조직의 응집력은 다음과 같은 두가지의 전제조건이 만족된다면, 집단사고로 이어질 가능성이 높다고 보고 있다:
- 집단이 외부로부터 고립되어 충분한 토의가 이뤄질수 없는 경우.
- 외부로부터 위험이 임박하여 구성원의 스트레스가 고조될때.

또한 사회 심리학자인 클라크 맥콜(Clark McCaule)는 집단사고가 일어날수 있는 환경에 대해서 설명하였다:
- 지시적인 리더십.
- 조직원들의 사회적 배경과 관념의 동질성이 높을 때
- 집단이 외부로부터 고립되어 충분한 토의가 일어날수 없을 때

## 집단 사고의 증상
집단사고를 시험할 수 있도록, 어빙 제니스는 집단사고에 대한 여덟가지의 증상들을 내놓았다.
- 무오류 환상
- 합리화의 환상
- 도덕성의 환상
- 적에 대한 상동적인 태도
- 동조압력
- 자기검열
- 만장일치의 환상
- 자기보호, 집단 초병

집단사고는 모자란 의사 결정을 결과로 내놓게 만든다. 일치된 것을 중심으로 결정하는 것은 집단사고로 이어지는 결과를 낳는다. 다음은 집단사고로 인해 발생되는 일이다.
- 대안에 대한 불완전한 조사
- 목적에 대한 불완전한 조사
- 조사한 위험에 대한 우선적 선택의 실패
- 예전에 거절되었던 대안에 대한 재평가 실패
- 빈약한 정보탐색
- 특정 편견에 대한 정보 수집
- 우연적으로 일어나는 일에 대한 실패

## 집단사고의 예방
어빙 제니스에 따르면, 의사결정 집단의 경우엔 꼭 집단사고로 빠지지만은 않는다고 한다. 그는 집단사고를 예방할 수 있는 7가지 방법을 제시하였다.
- 집단의 지도자는 조직원들에게 비판의 평가자 역할을 배당한다. 이는 각각의 조직원들이 편하게 반대와 의심을 할 수 있도록 도와준다.
- 집단의 지도자나 상사는 조직에 일을 처리할 때 자신의 의견을 표현하여서는 아니된다.
- 집단은 여러 문제들을 위한 각각의 독립된 조직으로 나눠야 한다.
- 각각의 사람들은 조직의 생각을 조직밖의 믿을 만한 사람들과 이야기 해봐야 한다.
- 회의를 할 때는 바깥의 전문가를 초빙해야 한다. 조직원들은 바깥의 전문가가 토론을 하거나 질문하는 것에 대해서 받아들여야 한다.
- 최소한 집단의 지도자는 각각의 회의동안 다른 사람을 지명반론자(악마의 주장법)로 선임해야 한다.

## 같이 보기
- 애빌린의 역설
- 동조실험
- 편승 효과
- 집단 지성
- 민주집중제
- 더닝-크루거 효과
- 반향실 효과
- 감정 전염
- 필터 버블
- 몰입
- 집단 극화
- 동종애
- 개인주의
- 도덕적 인간과 비도덕적 사회
- 긍정심리학
- 희생양
- 사회비교이론
- 연대 (사회학)
- 침묵의 나선
- 톤 폴리싱
- 문화 다양성
- 다문화주의

## 참고 문헌

### 참고자료
1. ↑  Janis, Victims of Groupthink, 1972
2. ↑  Kamau, C. & Harorimana, D. (2008) Does knowledge sharing and withholding of information in organizational committees affect quality of group decision making? Proceedings of the 9th European Conference on Knowledge Management. Academic Publishing: Reading. Pages 341-348. ISBN 1-906638-10-1, 9781906638108 Google books

### 인용 문헌
- Amidon, M. (2005). Groupthink, politics and the decision to attempt the Son Tay rescue. Parameters US Army War College Quarterly, Autumn 2005, pp. 119–131.
- Giddens, Anthony, Mitchell Duneier, and Richard P. Appelbaum. Essentials of Sociology. New York. W.W. Norton & Company, 2006.
- McCauley, Clark. "The Nature of Social Influence in Groupthink: Compliance and Internalization." Journal of Personality and Social Psychology. Vol. 57-2 (1989). 250-260.
- Schafer, M. and Crichlow, S. (1996). Antecedents of groupthink: a quantitative study. The Journal of Conflict Resolution, Vol. 40, No. 3 (Sep., 1996), pp. 415–435.
- Shiva, V. (1993). "Monocultures of the Mind: Biodiversity, Biotechnology and Agriculture." New Delhi. Zed Pressi.
- Vaughan, Diane. The Challenger Launch Decision: Risky Technology, Culture, and Deviance at NASA. Chicago. University of and Chicago Press, 1996.
- Whyte, G. (1989). Groupthink reconsidered. The Academy of Management Review, Vol. 14, No. 1 (Jan., 1989), pp. 40–56.